# Woustviller
Woustviller – miejscowość i gmina we Francji, w regionie Grand Est, w departamencie Mozela.
Według danych na rok 1990 gminę zamieszkiwało 2875 osób, a gęstość zaludnienia wynosiła 262 osób/km² (wśród 2335 gmin Lotaryngii Woustviller plasuje się na 154. miejscu pod względem liczby ludności, natomiast pod względem powierzchni na miejscu 536.).